# Segundo de Chomón
Segundo Víctor Aurelio de Chomón y Ruiz (Teruel, 17 ottobre 1871 – Parigi, 2 maggio 1929) è stato un cineasta spagnolo, pioniere del cinema nel suo paese e a livello internazionale, e innovatore delle tecniche cinematografiche.

## Biografia

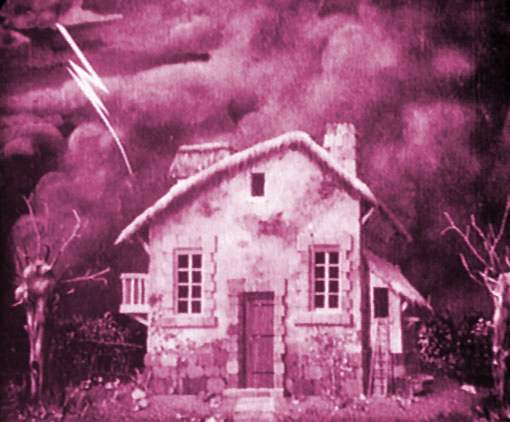
La Maison ensorcelée (1907)

Discendente da una nobile famiglia di origini francesi, studiò meccanica e ingegneria a Saragozza. Tra il 1895 e il 1897 fece un viaggio a Parigi, città dove scoprì il Cinématographe dei fratelli Lumière e conobbe l'attrice Julienne Mathieu, che lo avvicinò a questo strumento e che divenne sua moglie. Nel 1898 compì il servizio militare a Cuba, dove si svolse la guerra ispano-americana. Rientrato dal conflitto, lasciò il suo paese natale e si recò nuovamente a Parigi per dedicarsi alla cinematografia. Iniziò lavorando nel laboratorio di Georges Méliès, e qui ideò un particolare sistema di colorazione a mano dei fotogrammi mediante anilina. Dal 1902 girò i primi documentari e film "a soggetto", tra cui Choque de trenes. Sempre in quell'anno a Barcellona creò due stabilimenti, uno per lo sfruttamento industriale del sistema, l'altro di sviluppo e stampa. Nella città catalana collaborò inoltre con le case cinematografiche Macaya y Marro e Hispano Films.

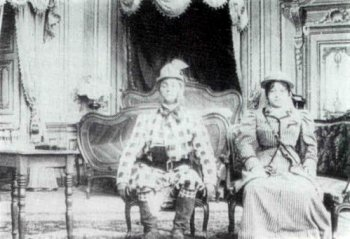
Julienne Mathieu in Hotel elettrico (1908)

Nel 1906 ritornò a Parigi dove fu assunto dalla Pathé Frères, casa con la quale collaborò qualche anno prima in Spagna, per la coloritura dei fotogrammi dei film destinati al mercato dei paesi ispanofoni. Nella casa parigina vi lavorò per quattro anni e collaborò alla realizzazione di oltre 150 film e creò il sistema Pathécolor. Negli anni passati alla Pathé, il Chomón si affermò come uno dei maestri degli effetti speciali, visto che fu tra i primi in assoluto a utilizzarli. Nei suoi film si divertì a passare da un trucco visivo all'altro usando dissolvenze, riprese dall'alto, sovrapposizioni di inquadrature, mascherini e contromascherini, arresto di fotogramma (per apparizioni e sparizioni), scatto singolo (per animare gli oggetti), ecc. Mise inoltre a punto la tecnica del giro di manovella o scatto singolo nel film Hotel elettrico (1908) che dava l'impressione che gli oggetti si muovessero da soli. Inoltre, il Chomón, per la sua capacità di rappresentare cinematograficamente temi scientifici, venne definito il "Méliès spagnolo".

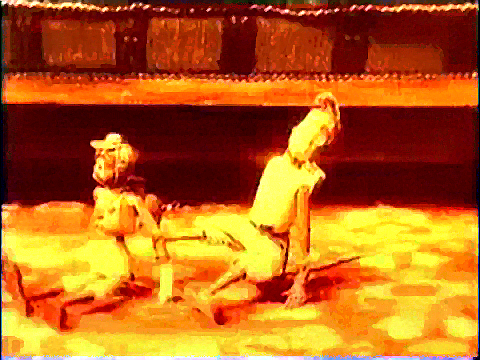
La guerra ed il sogno di Momi (1917)

Ritornò a Barcellona nel 1910, e qui assieme a Joan Furster Garí fondò una propria manifattura denominata Chomón y Furster, le cui attività durarono due anni e produsse oltre 37 pellicole di vario genere. Nel 1912 fu assunto dall'Itala Film di Torino come direttore della fotografia e operatore di ripresa. De Chomón diede un notevole contributo alla modernizzazione del cinema italiano con l'introduzione degli effetti speciali, e assieme al patron dell'Itala, Pastrone, ideò il sistema del "carrello" utilizzato nelle riprese del kolossal del 1914, Cabiria. Presso la casa torinese, il Chomón collaborò a molte altre pellicole, come alcune della serie Maciste, e vi realizzò il primo film italiano d'animazione dal titolo La guerra ed il sogno di Momi (1917), dove creò una sequenza a pupazzi animati, colorata utilizzando le tecniche del viraggio e dell'imbibizione. Dal 1919 al 1921 fu all'Albertini Film, piccola casa cinematografica diretta dall'attore Luciano Albertini. Nuovamente in Francia nel 1923, vi furono le sue ultime collaborazioni, come nel film Napoleone del 1927.

## Filmografia parziale

### Regista
- Ah! La Barbe (1905)
- Le Troubadour (1906)
- L'obsession de l'or, co-regia di Lucien Nonguet (1906)
- L'Étang enchanté (1907)
- En avant la musique (1907)
- Les Kiriki, acrobates japonais (1907)
- Les Glaces merveilleuses, co-regia di Ferdinand Zecca (1907)
- Le Baiser de la sorcière (1907)
- Le Scarabée d'or (1907)
- Métempsycose (1907)
- La Maison ensorcelée (1908)
- Hotel elettrico (El hotel eléctrico) (1908)
- Cuisine abracadabrante (1908)
- Sculpteur moderne (1908)
- Transformations elastiques (1908)
- Le Roi des aulnes (1909)
- Le Théâtre électrique de Bob (1909)
- Un disastro aeronautico (1913)
- I guanti di Rocambole (1913) - regia e direzione fotografia
- La guerra ed il sogno di Momi (1917) - co-regia con Giovanni Pastrone ed animazione

### Direttore della fotografia
- Vot'permis? Viens l'chercher!, regia di Charles-Lucien Lépine (1905)
- Odyssée d'un paysan à Paris, regia di Charles-Lucien Lépine (1905)
- Le fils du diable, regia di Charles-Lucien Lépine (1906) - direzione fotografia ed effetti speciali
- Aladin ou la Lampe merveilleuse, regia di Albert Capellani (1906)
- Les débuts d'un chauffeur, regia di Georges Hatot (1906)
- La grève des bonnes regia di Charles-Lucien Lépine (1906)
- Le Pied de mouton, regia di Albert Capellani (1907)
- La Belle au bois dormant, regia di Lucien Nonguet e Albert Capellani - cortometraggio (1908)
- Come una sorella, regia di Vincenzo Denizot (1912)
- I misteri della psiche, regia di Vincenzo Denizot (1912)
- Padre, regia di Dante Testa e Gino Zaccaria (1912)
- Tigris, regia di Vincenzo Denizot (1913)
- Lo scomparso, regia di Dante Testa (1913)
- Più forte che Sherlock Holmes, regia di Giovanni Pastrone (1913)
- Cabiria, regia di Giovanni Pastrone (1914) - direzione fotografia ed effetti speciali
- La paura degli aeromobili nemici, regia di André Deed (1915)
- Il fuoco, regia di Giovanni Pastrone (1916)
- Tigre reale, regia di Giovanni Pastrone (1916) - direzione fotografia ed effetti speciali
- La trilogia di Dorina, regia di Gero Zambuto (1917)
- L'olocausto, regia di Gero Zambuto (1918)
- Hedda Gabler, regia di Gero Zambuto e Giovanni Pastrone (1920)

### Effetti speciali
- Maciste, regia di Luigi Romano Borgnetto e Vincenzo Denizot (1915)
- Maciste alpino, regia di Giovanni Pastrone (1916)
- La trilogia di Maciste, regia di Carlo Campogalliani (1920)
- Maciste in vacanza, regia di Luigi Romano Borgnetto (1921)
- Maciste all'inferno, regia di Guido Brignone (1926)
- Napoleone (Napoléon), regia di Abel Gance (1927)